# Princip
Et princip (flertal: principper; fra latin principium = begyndelse, kilde, grundsætning) er det, hvoraf noget andet har sit udspring. Det betyder dels "grundlæggende årsag", dels "lov, der er overordnet andre love"; det kan være en lov, en naturlov, en leveregel eller en retningslinje. I den klassiske betydning har et princip altid den øverste plads. I daglig tale bruger man betegnelsen mere løst.

## Underopdeling
Principper kan opdeles i aksiomatiske og systematiske principper.
- Aksiomatiske principper, der kan være postulater. eller som kan være baseret på observation. De gælder typisk for andre regler, som f.eks. i logikken hvor alle andre regler er underlagt kontradiktionsprincippet.
- Systematiske principper: Den mindste mængde af faktorer, der bestemmer hvordan et system fungerer, eksempelvis Arkimedes' lov.

## Principper på forskellige områder
- I filosofi er et princip det, hvorpå noget andet er afhængigt, den sidste grund, kilde, udgangspunkt for alt, der findes, og dermed grund for al tækning og erkendelse. F.eks. for Nietzsche vilje til magt
- I naturvidenskab som sådan er "princip" en eller mere sammenhængende videnskabelige teorier, f.eks. den interdisciplinære evolutionsteori.
- I fysik er et princip en naturlov, der er opstillet på basis af observationer. F.eks. Arkimedes lov, det Kosmologiske princip, Paulis udelukkelsesprincip.
- I matematik er et princip, der her kaldes et Aksiom baseret på fornuft.
- I religion er e princip en generel regel, der gælder for hele religionen, f.eks. det teologiske regulative princip
- Inden for jura er et princip en regel, der gælder for et helt området, f.eks. princippet Fair use der gælder for copyright-området.
- I politik er et princip de grundlæggende regler for, hvordan samfundet er bygget op, f.eks. princippet om magtadskillelse
- Inden for styring af projekter [3] er principper et mønster af adfærd eller tænkning, som guider de involverede i deres tænkning og handlinger i konkrete situationer [4]

## I dagligsproget
I daglig tale er et princip en grundsætning, en leveregel, som man holder sig til. Eksempelvis:
- det Gamle Testamentes 10 bud, f.eks. Du må ikke stjæle.
- Værdinihilisme: Man skal gøre, hvad man selv vil, da intet andet har nogen værdi.
- Jesuiternes: Hensigten helliger midlet.
- Epikuræisme: Det gælder om, er at sikre sig et så lykkeligt liv som muligt.

- Fra fransk kendes udtrykket: laissez faire.

### Principfasthed og principløshed
En person med mange strenge principper, som forventer, at andre følger dem, kaldes pedant, regelrytter eller fanatiker.
Overholder man omvendt ikke sine egne principper, er man principløs. Et eksempel ville være en jesuit, der ikke lod hensigten hellige midler, eller en epikuræer, der lod nydelse komme i anden række. "Det er mine principper! Kan I ikke lide dem, har jeg nogle andre!" Groucho Marx.
Overholder man ikke sine egne principper, anses man, for at være foragtelig, syndig og karaktersvag. Et eksempel ville være en jesuit, der ikke lod hensigten hellige midler, eller en epikuræer, der lod nydelse komme i anden række. Modsat principfasthed står også ligegyldighed og inkonsekvens. "Det er mine principper! Kan I ikke lide dem, har jeg nogle andre!" Groucho Marx